# Toropamecia punctata
Toropamecia punctata är en tvåvingeart som först beskrevs av Daniel William Coquillett 1902.  Toropamecia punctata ingår i släktet Toropamecia och familjen markflugor. Inga underarter finns listade i Catalogue of Life.